# Yohandris Andújar
Yohandris "Yoandry" Andújar de la Cruz (* 5. Juli 1990 in San Pedro de Macorís) ist ein dominikanischer Leichtathlet, der sich auf den Sprint spezialisiert hat.

## Sportliche Laufbahn
Erste internationale Erfahrungen sammelte Yohandris Andújar im Jahr 2013, als er bei den Zentralamerika- und Karibikmeisterschaften (CAC) in Morelia mit 10,39 s in der Vorrunde im 100-Meter-Lauf ausschied. Im Jahr darauf belegte er bei den Ibero-Amerikanischen Meisterschaften in São Paulo in 10,43 s den sechsten Platz über 100 m und wurde im 200-Meter-Lauf im Finale disqualifiziert. Zudem gewann er mit der dominikanischen 4-mal-100-Meter-Staffel in 39,92 s die Silbermedaille hinter dem Team aus Brasilien. Anschließend gelangte er bei den Zentralamerika- und Karibikspielen in Xalapa mit 10,34 s auf Rang sechs über 100 Meter und gewann dort mit der Staffel in 39,01 s ebenfalls die Silbermedaille, diesmal hinter dem Team aus Kuba. Bei den IAAF World Relays 2015 auf den Bahamas wurde er in 38,98 s Dritter im B-Finale der 4-mal-100-Meter-Staffel und anschließend wurde er bei den Panamerikanischen Spielen in Toronto in der ersten Runde über 200 Meter disqualifiziert und belegte mit der Staffel in 38,86 s den fünften Platz. Daraufhin schied er bei den NACAC-Meisterschaften in San José mit 10,27 s und 20,98 s jeweils im Halbfinale über 100 und 200 Meter aus und wurde mit der Staffel in 38,78 s Vierter. Im Oktober gewann er bei den Militärweltspielen im südkoreanischen Mungyeong mit 39,41 s die Silbermedaille mit der Staffel hinter dem polnischen Team und über 200 Meter schied er mit 21,25 s im Semifinale aus. Im Jahr darauf nahm er mit der Staffel an den Olympischen Sommerspielen in Rio de Janeiro teil, kam dort aber im Vorlauf nicht ins Ziel.
Bei den IAAF World Relays 2017 in Nassau wurde er in 39,57 s erneut Dritter im B-Finale der 4-mal-100-Meter-Staffel und im Jahr darauf schied er bei den NACAC-Meisterschaften in Toronto mit 10,49 s im Halbfinale über 100 Meter aus. Bei den IAAF World Relays 2019 in Yokohama schied er mit 39,12 s im Vorlauf aus und im Oktober kam er bei den Militärweltspielen in Wuhan mit 22,13 s nicht über die Vorrunde über 200 Meter hinaus, gewann aber mit der Staffel in 39,54 s die Bronzemedaille hinter den Teams aus Brasilien und dem Oman.

## Persönliche Bestzeiten
- 100 Meter: 10,20 s (+1,6 m/s), 9. Mai 2015 in Medellín
  - 60 Meter (Halle): 6,92 s, 5. Februar 2016 in New York City
- 200 Meter: 20,66 s (−1,9 m/s), 9. Mai 2015 in Medellín